# 皮尔 (蒂罗尔州)
皮尔（德語：Pill）是奥地利蒂罗尔州施瓦茨县的一个市镇。总面积20.9平方公里，总人口1067人，人口密度51.1人/平方公里（2005年）。